# Héctor Espino
Héctor Espino González (6 de junio de 1939 - 7 de septiembre de 1997) fue un beisbolista mexicano, ícono del béisbol nacional de la década de los 60's y 70's. Nativo de Chihuahua, donde nació en la casa marcada con el número 4813 de la Calle 34 esquina con Justiniani, en la populosa Colonia Dale. Era temible con el bate, ya que tenía la capacidad para dar el batazo oportuno. Es el máximo jonronero en las Ligas Menores con 484 jonrones. Es considerad el mejor bateador mexicano de todos los tiempos y el jugador que conocía los lanzamientos que los pitchers rivales le enviarían antes de enfrentarse a ellos. [cita requerida] Tenía tres apodos: El Niño Asesino en el inicio de su carrera profesional, posteriormente El Rebelde y finalmente El Superman de Chihuahua, bautizado así por el cronista deportivo chihuahuense Jesús Manuel Ruiz Venzor miembro del salón de la fama del deporte de dicho estado mexicano, esto debido a su notoria negativa de aceptar los contratos de varios equipos de las Ligas Mayores de los Estados Unidos y de los números estadísticos conseguidos por su cantidad reducidas de turnos al bat. 
Le perteneció el récord de más jonrones en una temporada que fue de 46, récord que sería roto años más tarde por Jack Pierce con 54 jonrones en 1986 jugando para los Bravos de León.
Es miembro del Salón de la Fama del Béisbol Profesional de México desde 1985 debido a la gran cantidad de marcas establecidas en sus 24 temporadas en la liga de verano y en la de invierno.

## Primeros años
Espino inició su carrera en el béisbol de paga en 1959 con el equipo de Chihuahua en la Liga Nacional donde conectó sus primeros 9 cuadrangulares y en el invierno jugó con Acámbaro en la Liga del Bajío finalizando con 16 jonrones. En 1960 estuvo con los Tuneros de San Luis Potosí en la Liga Central Mexicana. En 63 juegos, bateo .362 con 20 jonrones en solo 229 veces al bate siendo líder en slugging con .729. En el invierno participó con Hermosillo en la Liga Invernal de Sonora siendo campeón bateador con .380 y líder en cuadrangulares con 10, en carreras anotadas con 37, en imparables con 70, en bases por bolas con 38 y en total de bases con hits con 113 y en slugging con .614, participando en 54 juegos. Un año más tarde solo jugó 17 encuentros con los Tuneros, bateando .465 conectando 8 cuadrangulares con 33 imparables y produciendo 30 carreras y al no llegar a un acuerdo con Anuar Canavati para participar en la Liga Mexicana de Verano fue suspendido.

## Debut en la LMB
Espino debutó en la Liga Mexicana de Verano en 1962 con los Sultanes de Monterrey como jardinero izquierdo. Bateó .358 de promedio con 23 jonrones y 12 triples, impulsando 105 carreras (empatando el liderato de la liga con Alonso Perry) mientras anotaba 106 veces siendo líder. Ayudó al equipo Sultanes de Monterrey a la obtención del campeonato en esa campaña y siendo nombrado Novato del Año.
En 1963 perdió varios juegos por una lesión y su promedio de bateo aun así fue de .346. En 99 juegos, despachó 24 jonrones con 80 carreras impulsadas.
Fue cambiado de los jardines a la primera base en 1964. Jugando en su nueva posición él ganó su primer título de bateo en la Liga Mexicana con un promedio de .371, con 46 jonrones, 118 carreras anotadas y 117 carreras impulsadas. Su total de carreras fue el tercero más alto en la historia de la Liga Mexicana, solo abajo de Beto Ávila y de Cool Papa Bell. Impuso un nuevo récord de jonrones dejando atrás el de Ronnie Camacho con 39 y también impuso un nuevo récord con 30 bases intencionales, mientras sus 332 bases en total fue el segundo registro más alto en la historia de la liga.

## Despierta el interés de St. Louis Cardinals
Sus impresionantes números llamaron la atención de la organización de St. Louis Cardinals que un año más tarde firmó a Espino siendo enviado a un club de triple A, Jacksonville Suns. Espino procedió a batear .300 con tres jonrones en 32 juegos, pero nunca había jugado fuera de la Liga Mexicana. Empezó la nostalgia por la Liga Mexicana de Verano, según el periodista Bruce Baskin también influyó el racismo contra Espino por jugar en los Estados Unidos. Por el "arreglo" que hizo el Sr. Canavati y los dirigentes de St. Louis Cardinals, en donde recibió 30 mil dólares sin darle participación a Espino y originó que Espino no reportará el equipo de Jacksonville en 1965 por lo cual Anuar Canavati tuvo que devolver el dinero. Los directivos de los Cardinals le ofrecieron los 30 mil dólares a él, pero Espino no los aceptó diciendo que él no hacía estos tratos, regresando a la Liga Mexicana de Verano a mediados de ese año. Esa es la realidad por lo cual Héctor Espino nunca jugó en las Ligas Mayores. Bateó .335 con 17 jonrones en solo 67 juegos en la Liga Mexicana de Verano ese año una vez que le levantaron la suspensión que Canavati le impuso y que al fallecer el directivo de los Sultanes en un accidente practicando Polo no hubo objeción para que volviera a jugar.

## En la Liga Mexicana de regreso
Ya jugando de nuevo en 1966 fue líder de bateo con .369, arriba de Minnie Miñoso por 21 puntos. Finalizó segundo en la liga con 31 jonrones y tercero en bases por bolas con 91 después de perder dos series en gira por conflicto con su mánager el cubano Wilfredo Calviño.
En 1967 y 1968 repitió como campeón de bateo con marcas de .379 y .365 respectivamente. Bateo 34 jonrones, un slugging de .706 y anotó 106 carreras en 1967 ganando en 1968 su segundo título de jonrones con 27. Con su cuarto título de bateo empató con el estadounidense Al Pinkston el récord de la Liga Mexicana. A fines de 1960s los California Angels trató de firmar a Espino en varias ocasiones sin éxito. El Total Baseball mencionó que Espino era como un gran pez en una pequeña pecera.
En 1969, después de una racha de tres títulos de bateo, el promedio de bateo de Espino cae a .304. Ganó otra corona de jonrones, siendo líder de la liga con 37 cuadrangulares y produciendo 97 carreras. También tuvo un nuevo récord de bases por bolas con 125 (este récord sería roto al año siguiente) y de bases intencionales con 53, récord aún vigente.
En 1970, tuvo una baja de bateo durante su inicio de la campaña. Tuvo un bateo de .319, pero solo dio 18 jonrones. Al año siguiente fue cambiado a los Alijadores de Tampico y bateo .311 con 20 jonrones y 58 carreras impulsadas.
En 1972, Espino regresó con un promedio de bateo de .356 y tendría su cuarto y último título de jonrones con 37. También anotó 101 carreras y produjo también 101, con el mayor número de bases por bolas en la liga con 94. En 1973 su promedio continúo siendo alto, con .377 bueno para ganar su quinto título de campeón de bateo en la Liga Mexicana. Produjo 107 carreras siendo líder y bateo 22 jonrones, quince menos que en su temporada previa. Con 34 años no volvería a dar tantos cuadrangulares.
De 1974 a 1980, permaneció con doble dígitos en cuadrangulares llegando a 20 jonrones en 1976, permaneciendo en .300 de promedio de bateo excepto en 1976 que tuvo un promedio de bateo de .297 por primera vez en su carrera profesional en Liga Mexicana de Verano debajo de la cifra mágica.
En 1975, ayudó al líder Tampico a ser campeón de la Liga Mexicana, mientras estableció un récord para la liga con una racha de 11 veces al bate dando de hit de manera consecutiva. 
En 1981 con 42 años debutó el 25 de marzo con Diablos Rojos del México jugando así su temporada 21 en la Liga Mexicana de Béisbol.
Sus estadísticas declinaron de manera impresionante a principios de sus cuarenta años, retirándose en 1984 a la edad de 45 años.
Jugó en los equipos siguientes de la Liga Mexicana de Verano además de los Sultanes de Monterrey, con los Alijadores de Tampico-Madero, los Bravos de León, Acereros de Monclova, Algodoneros de Unión Laguna y los Diablos Rojos del México en donde tuvo conflictos con la Organización Escarlata, jugando en 1980 con los Sarapeos de Saltillo.

## Liga Mexicana del Pacífico (Invierno)
Esta liga se jugaba en los meses de invierno en ese tiempo solo en los estados del Pacífico (Sonora, Sinaloa) teniendo una calidad mejor que la Liga Mexicana de Verano, dado que tiene participación de jugadores latinoamericanos y estadounidenses, algunos de ellos con participación en las Ligas Mayores Estadounidenses. El campeón de la temporada, representa a México en la Serie del Caribe, en donde participan equipos de la República Dominicana, Puerto Rico y Venezuela.
Espino también tuvo una importante carrera con los Naranjeros de Hermosillo de la Liga Mexicana del Pacífico, siendo un poderoso y temible bateador. Durante sus 24 temporadas en el circuito, bateo .329 con 310 jonrones y 1029 carreras impulsadas, impulsando a México para que ganara su primera Serie del Caribe en 1976.
En general ganó 13 coronas de bateo, seis títulos de jonrones, y seis veces fue el Jugador Más Valioso. Es el único jugador en la historia de la Liga Mexicana del Pacífico con un porcentaje de bateo en su carrera de .300 estando detrás de él, Matías Carrillo "El Coyote" con 36 puntos menos. Jugó en seis Series del Caribe, siendo nombrado el Jugador Más Valioso en las ediciones de 1974 y 1976. En 1996, fue inducido al Salón de la Fama del Béisbol del Caribe en su primera elección.

## Serie del Caribe 1976 en la República Dominicana
Héctor Espino participó en la Serie del Caribe en 1976, formando parte del equipo "Naranjeros de Hermosillo" siendo dirigido por el legendario mánager Benjamín "Cananea" Reyes, en donde este equipo, fue campeón por primera vez en la historia, obteniendo el gallardete para México, en la Serie del Caribe realizada en Santo Domingo, República Dominicana. Héctor Espino fue nombrado el MVP (Jugador Más Valioso) además de ser parte del equipo ideal de la Serie del Caribe en ese año.

## Carrera como mánager
Entre 1990 y 1991 fue entrenador de los Industriales de Monterrey, con un récord de 110-138 en 248 juegos para un porcentaje ganador de .444

## Legado
Cuando Espino se retiró del béisbol en 1984, había superado a Buzz Arlett al final de su carrera como el rey jonronero de todos los tiempos en las Ligas Menores con 484 jonrones. Sus 24 campañas de carrera en la Liga Mexicana, jugó 2388 juegos, tuvo 8205 turnos al bate, anotó 1505 carreras, dio 2852 hits, 373 dobles, 45 triples, 453 jonrones, 1573 carreras impulsadas, 54 bases robadas y un promedio de .335 de bateo. Durante el transcurso de su carrera, rechazó contratos con St. Louis Cardinals, New York Mets, San Diego Padres y California Angels, mientras le llamaban por el apodo "El rebelde de Chihuahua".
Desde su retiro, muchos récords de Espino han sido rotos, incluyendo el récord de jonrones en la Liga Mexicana. Su título de jonronero de todos los tiempos en las ligas menores y de sus bases intencionales persisten - 53 en una temporada (1969) y 484 de carrera (más de 200 sobre el N.º 2 el "Almirante" Nelson Barrera ha sido el más cercano.
En 1988 fue seleccionado para el Salón de la Fama del Béisbol Profesional de México.

## Fallecimiento
Espino murió el 7 de septiembre de 1997 en Monterrey después de un ataque cardíaco severo.
Su número 21 fue retirado de todos los equipos profesionales de la Liga Mexicana de Verano y de la Liga de Invierno

## Leyenda
Para muchos, el también conocido como "El Superman de Chihuahua", "Niño Asesino" o "El Rebelde de Chihuahua" es el mejor bateador mexicano de todos los tiempos.
Aparte de que Héctor Espino fue un jugador espectacular, dijo que al único que respetó en el bate es a Efraín "Carin" Arévalo. Carin Arévalo fue amigo de Héctor Espino y participaron juntos en torneos de béisbol en Chihuahua. Carin Arévalo era originario del municipio de Carichi, Chihuahua.
Durante los juegos de Playoff de la temporada 1975-1976 contra los Cañeros de Los Mochis en el Estadio Héctor Espino de Hermosillo, conectó tres cuadrangulares: el primero contra el abridor canadiense Pete Bonfils, el segundo contra el relevista Miguel Solís y el tercero contra el cerrador velocista Bob Babcook, al cual le prendió un cambio de velocidad depositando la pelota al otro lado de la barda, demostrando así su grandeza de gran bateador...

## Marcas Establecidas LMB
- Más juegos jugados (1,578)
- Más veces al bate (5,656)
- Más carreras anotadas (969)
- Más hits conectados (2,752)
- Más dobles (373)
- Más cuadrangulares (783) segundo puesto en toda la historia.484 en verano y 299 en invierno
- Más campeonatos de bateo (13) (6 consecutivos) y porcentaje de bateo más alto en una temporada (.415) (1972-1973).
- Líder en impulsadas durante (7) temporadas (63-64), (64-65), (70-71), 71-72), (72-73), (74-75) y (77-78).
- Líder en cuadrangulares (64-65), (66-67), (69-70), (70-71) y (72-73).
- Tres Triple Coronas Ofensivas (Bateo-Impulsadas y Cuadrangulares) (1964-65), 1970-71) y (1972-73).
- Seleccionado (6) veces Jugador Más Valioso (1962-63), (1963-64), 91970-71), (1972-73) y (1975-76).
- (7) Títulos de fildeo incluyendo (4) consecutivos (1970-71), (71-72), (72-73) y (73-74).

## Parque Héctor Espino
En 1972 se inauguró en la ciudad de Hermosillo, Sonora, el estadio 'Coloso de Choyal' con capacidad para 10,000 aficionados. En 1976 se cambió el nombre por el de Héctor Espino, en honor a la máxima figura de los Naranjeros de Hermosillo. Tuvo la suerte de ser aún jugador activo cuando se le nombró en honor el parque de béisbol. Este nombre se mantiene en la actualidad. 
Posteriormente, la capacidad del estadio se aumentó a 14,000 localidades.